# Krovostok
Krovostok (russe : Дымовая завеса) est un groupe russe de hip-hop, originaire de Moscou.

## Histoire
Anton Chernyak (Shilo) et Dmitry Fain (Feldman) étudient ensemble à l'Académie d'art de Moscou. Ils deviennent ensuite membres du collectif d'artistes FenSo (ФенСо), puis Shilo participe au collectif d'artistes PG (ПГ). Ils rencontrent le troisième membre de Krovostok, Sergey Krylov (DJ Polutrup), alors qu'il travaille comme barman au club d'art PushkinG (ПушкинГ) fondé par le groupe PG.
Le 24 mars 2012, le nouvel album Studen (Студень) est mis en téléchargement gratuit sur le site web du groupe.
Le 6 mars 2015, Krovostok sort son cinquième album, Lombard (Ломбард). Le 26 mars 2016, le single Nayok yok (Наёк ёк) sort. Le 9 août 2016, Krovostok sort le single Dush (Душ, littéralement « Douche »). Le 1er mars 2017, ils sortent le single Golova. Le 23 mars 2018, Krovostok sort l'album live Krovostok Live (Кровосток Лайв), et le 30 mars 2018. ils sortent l'album studio ChB (ЧБ), contenant 11 titres, dont les singles précédemment sortis Nayok yok, Dush, et Golova.

## Concert et procès à Yaroslavl
En 2015, le bureau du Service fédéral de contrôle des drogues de Iaroslavl dépose une plainte auprès du procureur régional, lui demandant d'enquêter sur les paroles de Krovostok pour vérifier leur conformité avec les exigences de la législation russe,. Selon la direction du Service fédéral de contrôle des drogues, la musique de Krovostok contient « une grande quantité de langage grossier et de termes argotiques pour désigner les drogues », et « popularise l'usage non médical de stupéfiants psychoactifs, les relations sexuelles aléatoires, les actions illégales et la violence ». En juillet 2015, le tribunal du district de Kirovsky à Yaroslavl juge les paroles de Krovostok illégales en Russie, et ordonne le blocage du site web du groupe,.
Dmitry Fain, le principal auteur des paroles, qualifie l'interdiction de son œuvre d'inconstitutionnelle et a déclaré que la décision du tribunal ne changerait pas les projets de concerts du groupe. Le 13 octobre 2015, le tribunal régional de Yaroslavl tient une audience sur l'appel de Krovostok. Cependant, aucune décision n'est prise ce jour-là, car toutes les parties n'avaient pas pris connaissance des documents supplémentaires dans l'affaire. Le procès est reporté au 27 octobre 2015.
Le 12 novembre, le tribunal régional de Iaroslavl annule la décision du tribunal du district de Kirovsky d'interdire les chansons du groupe et de bloquer le site officiel. Les demandes du bureau du procureur ont été entièrement rejetées. 

## Discographie

### Albums studio
- 2004 : Blood River (Река крови)
- 2006 : Exit Wound (Сквозное)
- 2008 : Dumbbell (Гантеля)
- 2012 : Studen (Студень)
- 2015 : Lombard (Ломбард)
- 2018 : ChB (ЧБ)
- 2021 : Science (Наука)

### Albums live
- 2017 : Krovostok Live

### Singles notables
- 2004 : Биография
- 2004 : Белый ягуар
- 2004 : Бакланы
- 2004 : Разговоры о Напасах) (feat. Кот (43 Grаdusa))